# Namagiri Thayar

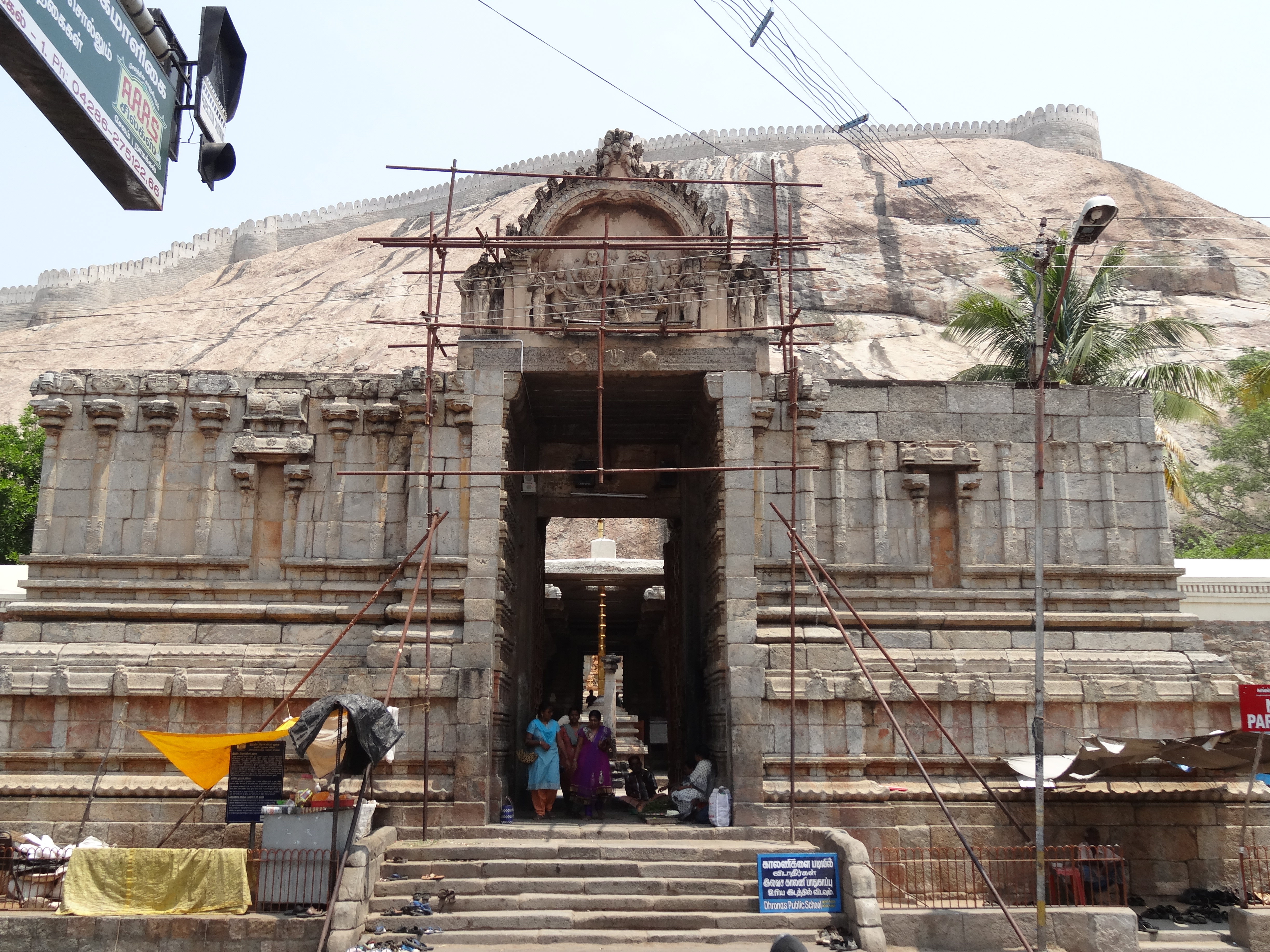
Temploma Namakkalban

Namagiri Thayar (tamil: நாமகிரித்தாயார்) a hindu Laksmi istennő egyik alakja, megjelenési formája. Visnu isten tíz megtestesülése egyikének (a negyediknek) tekintett Naraszimha felesége. Kultuszának központja a dél-indiai Namakkal városa Tamilnádu államban, a szanszkritül Namagiri néven emlegetett város. 
Nyugaton leginkább Srínivásza Rámánudzsan indiai matematikus kapcsán lett ismert főként a tudós életéről készült játékfilm nyomán. (Az ember, aki ismerte a végtelent, The Man Who Knew Infinity, 2015, rendezte: Matthew Brown).

## Namagiri és Srínivásza Rámánudzsan
A világhírű indiai matematikus, Rámánudzsan felfedezéseit Namagiri istennőnek tulajdonította. Elmondása szerint álmokban, látomásokban jelent meg neki matematikai képleteket mutatva, amelyeket azután igazolnia kellene. Az egyik ilyen álmát így írta le:
„Miközben aludtam, szokatlan álmom volt. Egy vörös felületről álmodtam amelyben vér áramlott. Figyeltem. Hirtelen egy kéz kezdett írni erre a felületre. Feszülten figyeltem tovább. A kéz számos elliptikus integrált írt fel. Bevésődtek az elmémbe. Amint felébredtem, lejegyeztem őket.”
Másik fontos szerepe Rámánudzsan életében ezeken kívül az volt, amikor édesanyja álmában Namagiri Thayartól kapott engedélyt Rámánudzsan számára hogy Angliába utazhasson. A brahmin osztály tagjainak ugyanis tilos elhagyniuk Indiát.

## Fordítás
- Ez a szócikk részben vagy egészben  a   Namagiri Thayar című angol Wikipédia-szócikk ezen változatának fordításán alapul.  Az eredeti cikk szerkesztőit annak laptörténete sorolja fel. Ez a jelzés csupán a megfogalmazás eredetét és a szerzői jogokat jelzi, nem szolgál a cikkben szereplő információk forrásmegjelöléseként.